# Chamaemeles
Chamaemeles je monotipski rod grmova iz porodice ružovki (Rosaceae). Jedina vrsta je C. coriacea, endem otočja Madeira (otoci Madeira, Ilhas Desertas i Porto Santo).
Rod je opisan u Trans. Linn. Soc. London 13: 104 (1821).

## Sinonimi
- Crataegus coriacea Sol.; Trans. Linn. Soc. 13: 104 (1821)